# Dwars door het Hageland 2021
La 16.ª edición de la clásica ciclista Dwars door het Hageland fue una carrera en Bélgica que se celebró el 5 de junio de 2021 con inicio en la ciudad Aarschot y final en la ciudad de Diest sobre un recorrido de 177,25 kilómetros.
La carrera formó parte del UCI ProSeries 2021, calendario ciclístico mundial de segunda división, dentro de la categoría UCI 1.Pro y fue ganada por el noruego Rasmus Tiller del Uno-X. Completaron el podio, como segundo y tercer clasificado respectivamente, el neerlandés Danny van Poppel del Intermarché-Wanty-Gobert Matériaux y el belga Yves Lampaert del Deceuninck-Quick Step.

## Equipos participantes
Tomaron parte en la carrera 20 equipos: 4 de categoría UCI WorldTeam invitados por la organización, 8 de categoría UCI ProTeam, 7 de categoría Continental y un equipo local de ciclocrós. Formaron así un pelotón de 137 ciclistas de los que acabaron 75. Los equipos participantes fueron:
| WorldTeams (4)- Cofidis - Deceuninck-Quick Step - Intermarché-Wanty-Gobert Matériaux - Team DSM ProTeams (8)- Alpecin-Fenix - Arkéa-Samsic - B&B Hotels p/b KTM - Bingoal Pauwels Sauces WB - Team Novo Nordisk - Sport Vlaanderen-Baloise - Total Direct Énergie - Uno-X Pro Cycling Team Equipos continentales (8)- BEAT Cycling - Baloise-Trek Lions - Lviv - Pauwels Sauzen-Bingoal - Riwal - Tarteletto-Isorex - VolkerWessels Cycling Team - Xelliss-Roubaix Lille Métropole |
| |

## Clasificación final
- Las clasificaciones finalizaron de la siguiente forma:[3]

| \| Clasificación general \| Clasificación general \| Clasificación general \| Clasificación general \| Clasificación general \| \| Ciclista \| Ciclista \| Equipo \| Tiempo \| \| \| --------------------- \| --------------------- \| ---------------------------------- \| --------------------- \| --------------------- \| \| 1.º \| Rasmus Tiller \| Uno-X Pro Cycling Team \| 3 h 58 min 27 s \| \| \| 2.º \| Danny van Poppel \| Intermarché-Wanty-Gobert Matériaux \| + 1 s \| \| \| 3.º \| Yves Lampaert \| Deceuninck-Quick Step \| + 2 s \| \| \| 4.º \| Jonas Rickaert \| Alpecin-Fenix \| + 2 s \| \| \| 5.º \| Piet Allegaert \| Cofidis \| + 2 s \| \| \| 6.º \| Connor Swift \| Arkéa-Samsic \| + 5 s \| \| \| 7.º \| Boy van Poppel \| Intermarché-Wanty-Gobert Matériaux \| + 16 s \| \| \| 8.º \| Dries Van Gestel \| Total Direct Énergie \| + 47 s \| \| \| 9.º \| Tim Merlier \| Alpecin-Fenix \| + 51 s \| \| \| 10.º \| Kristoffer Halvorsen \| Uno-X Pro Cycling Team \| + 51 s \| \| |                      |                                    |                 |
| |                      |                                    |                 |
| Fuente: ProCyclingStats |                      |                                    |                 |
| Clasificación general |                      |                                    |                 |
| Ciclista | Ciclista             | Equipo                             | Tiempo          |
| 1.º | Rasmus Tiller        | Uno-X Pro Cycling Team             | 3 h 58 min 27 s |
| 2.º | Danny van Poppel     | Intermarché-Wanty-Gobert Matériaux | + 1 s           |
| 3.º | Yves Lampaert        | Deceuninck-Quick Step              | + 2 s           |
| 4.º | Jonas Rickaert       | Alpecin-Fenix                      | + 2 s           |
| 5.º | Piet Allegaert       | Cofidis                            | + 2 s           |
| 6.º | Connor Swift         | Arkéa-Samsic                       | + 5 s           |
| 7.º | Boy van Poppel       | Intermarché-Wanty-Gobert Matériaux | + 16 s          |
| 8.º | Dries Van Gestel     | Total Direct Énergie               | + 47 s          |
| 9.º | Tim Merlier          | Alpecin-Fenix                      | + 51 s          |
| 10.º | Kristoffer Halvorsen | Uno-X Pro Cycling Team             | + 51 s          |

## UCI World Ranking
La Dwars door het Hageland otorgó puntos para el UCI World Ranking para corredores de los equipos en las categorías UCI WorldTeam, UCI ProTeam y Continental. Las siguientes tablas muestran el baremo de puntuación y los 10 corredores que obtuvieron más puntos:
| Posición              | 1.º | 2.º | 3.º | 4.º | 5.º | 6.º | 7.º | 8.º | 9.º | 10.º | 11.º | 12.º | 13.º | 14.º | 15.º | 16.º-30.º | 31.º-40.º |
| Clasificación general | 200 | 150 | 125 | 100 | 85  | 70  | 60  | 50  | 40  | 35   | 30   | 25   | 20   | 15   | 10   | 5         | 3         |

| Clasificación |                      |                                    |         |
| Posición      | Ciclista             | Equipo                             | General |
| ------------- | -------------------- | ---------------------------------- | ------- |
| 1.º           | Rasmus Tiller        | Uno-X                              | 200     |
| 2.º           | Danny van Poppel     | Intermarché-Wanty-Gobert Matériaux | 150     |
| 3.º           | Yves Lampaert        | Deceuninck-Quick Step              | 125     |
| 4.º           | Jonas Rickaert       | Alpecin-Fenix                      | 100     |
| 5.º           | Piet Allegaert       | Cofidis, Solutions Crédits         | 85      |
| 6.º           | Connor Swift         | Arkéa Samsic                       | 70      |
| 7.º           | Boy van Poppel       | Intermarché-Wanty-Gobert Matériaux | 60      |
| 8.º           | Dries Van Gestel     | Total Direct Énergie               | 50      |
| 9.º           | Tim Merlier          | Alpecin-Fenix                      | 40      |
| 10.º          | Kristoffer Halvorsen | Uno-X                              | 35      |